# Praden
Praden era una comuna suiza del cantón de los Grisones, situada en el distrito de Plessur, círculo de Churwalden. Limitaba al norte con las comunas de Maladers, Calfreisen, Castiel y Lüen, al este y sur con Tschiertschen, y al occidente con Churwalden. En la actualidad forma parte de la comuna de Tschiertschen-Praden
.
- Datos: Q526602
- Multimedia: Praden / Q526602